# Bre:eze
bre:eze（ブリーズ）は東海ラジオで2022年9月26日から放送されている、ラジオの生ワイド番組。

## 概要
東海ラジオでは、2022年10月改編をもって、トーク中心からトークと音楽を中心にしたラジオ番組に編成を一新する一環として、『源石和輝! 抽斗!』の放送枠を引き継ぎ、新しい平日夕方の生ワイド番組を編成することになったもの。
この番組では、「心地いい音楽」と「午後の癒しと高揚」を届ける生ワイド番組で、「リスナーが優しい気持ちで家に帰れる」2時間の生ワイド番組を目指す。

## 放送時間
- 月曜 - 金曜 15:00 - 17:00

## 出演
- IRENE（イレーネ）

### 代演
|   | 出演者   | 放送日                                                   | 備考                                                               |
| 1 | 川村茉由 | 2022年10月10日 2023年8月2日 2024年8月7日 - 9日、10月17日 | 2023年の代演は、IRENEの体調不良に伴う。                            |
| 2 | SHOKO    | 2023年2月2日、11月8日                                    | 2023年2月の代演はIRENEの体調不良の為、11月の代演は秋休みに伴う為。 |
| 3 | 山口千景 | 2023年11月7日 2024年8月6日                               | 2023年の代演は、IRENEの秋休みに伴う。                              |
| 4 | Cocoro   | 2024年8月5日                                             |                                                                    |

## 主なコーナー
- 15:10頃と16:07頃に『NEWS（中日新聞ニュース）』を、15:13頃と16:10頃に『TRAFFIC INFORMATION（交通情報）』を放送。

HOTDISK selected by diskunion（16：12 - 16：22頃）
diskunionがオススメするアルバムを解説付きでピックアップし、そのアルバムの楽曲１曲をオンエアする。
当コーナーはニッポン放送が制作し、地方局に裏送りで放送する『あなたにハッピー・メロディ』の企画ネット枠であり、コーナーの前後にCMのみをネット。